# Bothriocyrtum fabrile
Bothriocyrtum fabrile là một loài nhện trong họ Ctenizidae.
Loài này thuộc chi Bothriocyrtum. Bothriocyrtum fabrile được Eugène Simon miêu tả năm 1891.